# Request 〜TULIP FAN SELECTION BEST〜
『request ～TULIP FAN SELECTION BEST～』（リクエスト チューリップ・ファン・セレクションベスト）は、チューリップのベスト・アルバム。2007年5月30日発売。

## 解説
デビュー35周年を記念して初めてファンからの投票による選曲を行ったベスト・アルバム。
選曲の形式の性質もあり、定番とされる楽曲の収録が比較的少ない一方、ファン好みの楽曲が多く収録されている。

また、当ベスト・アルバムのリクエストと同時に募集されていたチューリップ川柳&短歌の入賞作品が歌詞ブックレットに記載された。

## 収録曲
1. 青春の影　
  - 作詞／作曲：財津和夫　編曲：チューリップ・青木望　ボーカル：財津和夫
  - ※シングルバージョンを収録
2. 愛を抱きしめて
  - 作詞／作曲：財津和夫　編曲：チューリップ　ボーカル：財津和夫
3. 神様に感謝をしなければ
  - 作詞：安部俊幸／作曲：姫野達也　編曲：チューリップ　ボーカル：姫野達也
4. 約束　
  - 作詞／作曲：財津和夫　編曲：チューリップ　ボーカル：財津和夫
  - ※シングルバージョンを収録
5. I Like Party
  - 作詞／作曲：財津和夫　編曲：チューリップ　ボーカル：財津和夫
  - 1985年のライブ・アルバム『コンサートはチューリップ』（未CD化）に収録されていた。このアルバムの収録により初CD化された。
6. 愛のかたみ
  - 作詞／作曲：財津和夫　編曲：チューリップ　ボーカル：財津和夫
7. アルバトロス
  - 作詞／作曲：財津和夫　編曲：チューリップ　ボーカル：財津和夫
8. たしかな愛
  - 作詞／作曲：財津和夫　編曲：チューリップ・乾裕樹　ボーカル：財津和夫
9. 私のアイドル
  - 作詞／作曲：財津和夫　編曲：チューリップ　ボーカル：財津和夫
10. 淋しくて淋しくて
  - 作詞／作曲：財津和夫　編曲：チューリップ　ボーカル：財津和夫
11. あの娘は魔法使い
  - 作詞：財津和夫／作曲：財津和夫・姫野達也　編曲：チューリップ　ボーカル：財津和夫
12. 心の旅
  - 作詞／作曲：財津和夫　編曲：チューリップ・青木望　ボーカル：姫野達也
13. 愛は戻れない
  - 作詞／作曲：財津和夫　編曲：チューリップ　ボーカル：財津和夫
14. ふたつめのクリスマス
  - 作詞／作曲：財津和夫　編曲：チューリップ　ボーカル：財津和夫
15. サボテンの花
  - 作詞／作曲：財津和夫　編曲：チューリップ　ボーカル：財津和夫
16. 虹とスニーカーの頃
  - 作詞／作曲：財津和夫　編曲：チューリップ　ボーカル：財津和夫
17. 魔法の黄色い靴
  - 作詞／作曲：財津和夫　編曲：チューリップ・木田高介　ボーカル：財津和夫